# Rhinolophus thomasi
Rhinolophus thomasi es una especie de murciélago de la familia Rhinolophidae.

## Distribución geográfica
Se encuentra en China, Laos, Birmania, Tailandia, y Vietnam.